# Klaus Schulten
Klaus Schulten (* 12. Januar 1947 in Recklinghausen; † 31. Oktober 2016 in Urbana (Illinois)) war ein deutsch-US-amerikanischer Biophysiker.

## Leben
Schulten studierte an der Universität Münster, schloss 1969 mit dem Diplom ab und wurde 1974 bei Martin Karplus an der Harvard University in chemischer Physik promoviert mit einer Dissertation über elektronische Mechanismen in Sehpigmenten. Danach war er bis 1980 Gruppenleiter bei Albert Weller am Max-Planck-Institut für Biophysikalische Chemie. Dort befasste er sich mit Elektronentransferreaktionen (besonders schnelle Triplets, angeregte Zustände mit zwei parallelen Elektronenspins) und zeigte, dass magnetische Felder biologisch relevante Reaktionen beeinflussen können. Er untersuchte auch, ob dies möglicherweise der Navigation von Vögeln im Erdmagnetfeld zugrunde liegen könnte. Ab 1980 war er Professor für theoretische Physik an der TU München. Dort befasste er sich mit der Modellierung des photosynthetischen Reaktionszentrums, erkannte aber bald das dazu Hochleistungsrechner notwendig waren. Mit Studenten baute er einen solchen Parallelrechner (einen Transputer mit 60 Knoten, genannt T 60) speziell für Simulationen in molekularer Dynamik. Ab 1988 war er Professor an der University of Illinois at Urbana-Champaign und ab 1989 am Beckman Institute, wo er die Theoretical and Computational Biophysics Group gründete. Dort entwickelte er mit den Informatikern Robert Skeel und Laxmikant V. Kale die Parallelrechner-Software für Molekulardynamik-Simulationen NAMD und die Visualisierungssoftware VMD. Die Programme sind skalierbar und in C++ geschrieben, stehen für nichtkommerzielle Forschung frei zur Verfügung und fanden weite Verbreitung.
Mit dieser Software simulierte er 2006 einen Teil (LH2) des Photosynthesereaktionszentrums der Bakterie Rhodospirillium und den Satelliten-Tabakmosaikvirus. 2013 simulierte er das Kapsid von HIV (mit 64 Millionen Atomen) und 2015 die Chromatophore einer Purpurbakterie (rund 100 Millionen Atome) mit dem Titan Supercomputer des Oak Ridge National Laboratory und er plante noch umfangreichere Simulationen mit dessen Nachfolger Summit.
Er befasste sich auch mit neuronalen Netzwerken mit Anwendungen auf den Aufbau des Gehirns.
2012 erhielt er den Sidney Fernbach Award und 2013 den Distinguished Service Award der Biophysical Society, deren National Lecturer er 2015 war. Er war Fellow der American Physical Society. 1981 erhielt er den Nernst-Preis und 2004 einen Humboldt-Forschungspreis.

## Schriften (Auswahl)
- mit Thomas Martinetz, Helge Ritter: Neural Computation and Self-Organizing Maps: An Introduction, Addison-Wesley, New York, 1992.
  - deutsche Ausgabe:  Neuronale Netze: Eine Einführung in die Neuroinformatik selbstorganisierender Abbildungen, Addison-Wesley 1990
- mit Thomas Martinetz, Stansliv G. Berkovich: "Neural gas" for vector quantization and its application to time-series prediction, IEEE Transactions on Neural Networks, Band 4, 1993, S. 558–569
- mit Thomas Martinetz: Topology representing networks, Neural Networks, Band 7, 1994, S. 507–522
- mit  Jürgen Koepke, Xiche Hu, Cornelia Muenke, Hartmut Michel: The crystal structure of the light harvesting complex II (B800-850) from Rhodospirillum molischianum, Structure, Band 4, 1996, S. 581–597
- mit Mark Nelson, William Humphrey, Attila Gursoy, Andrew Dalke, Laxmikant Kalé, Robert D. Skeel: NAMD – A parallel, object-oriented molecular dynamics program, International Journal of Supercomputer Applications and High Performance Computing, Band 10, 1996, S. 251–268
- mit William Humphrey, Andrew Dalke: VMD – Visual Molecular Dynamics, Journal of Molecular Graphics, Band 14, 1996, S. 33–38
- mit Xiche Hu: How nature harvests sunlight, Physics Today, Band 50, 1997, S. 28–34
- mit Laxmikant Kalé, Robert Skeel, Milind Bhandarkar, Robert Brunner, Attila Gursoy, Neal Krawetz, James Phillips, Aritomo Shinozaki, Krishnan Varadarajan: NAMD2: Greater scalability for parallel molecular dynamics,  Journal of Computational Physics, Band 151, 1999, S. 283–312
- mit Tamar Schlick, Robert Skeel, Axel Brünger, Laxmikant Kalé, John A. Board Jr., Jan Hermans: Algorithmic challenges in computational molecular biophysics. Journal of Computational Physics, Band 151, 1999, S. 9–48
- mit Thorsten Ritz, Salih Adem:  A model for photoreceptor-based magnetoreception in birds,  Biophysical Journal, Band 78, 2000, S. 707–718
- mit  Xiche Hu, Thorsten Ritz, Ana Damjanovic, Felix Autenrieth: Photosynthetic apparatus of purple bacteria, Quarterly Reviews of Biophysics, Band 35, 2002, S. 1–62
- mit Mehmet Sarikaya, Candan Tamerler, Alex K. -Y. Jen, François Baneyx: Molecular biomimetics: nanotechnology through biology,  Nature Materials, Band 2, 2003, S. 577–585
- mit James C. Phillips, Rosemary Braun, Wei Wang, James Gumbart, Emad Tajkhorshid, Elizabeth Villa, Christophe Chipot, Robert D. Skeel, Laxmikant Kale: Scalable molecular dynamics with NAMD,  Journal of Computational Chemistry, Band 26, 2005, S. 1781–1802